# بيرام أباد (فاروج)
بيرام أباد (بالفارسية: بیرم‌آباد) هي مستوطنة تقع في Sangar Rural District في إيران. يقدر عدد سكانها بـ 101 نسمة بحسب إحصاء 2016.